# Јакићи Горињи
Јакићи Горињи (итал. Jacchi II) је насељено место у Републици Хрватској у Истарској жупанији. Административно је у саставу Града Пореча.

## Становништво
Према последњем попису становништва из 2001. године у насељу Јакићи Горињи је живело 13 становника који су живели у 4 породична домаћинства.
Кретање броја становника по пописима 1857—2001.
| година пописа  | 1857. | 1869. | 1880. | 1890. | 1900. | 1910. | 1921. | 1931. | 1948. | 1953. | 1961. | 1971. | 1981. | 1991. | 2001. |
| бр. становника | 0     | 13    | 16    | 14    | 24    | 0     | 0     | 21    | 17    | 14    | 14    | 16    | 15    | 13    |       |

Напомена: До 1991. исказивано под именом Јакићи II. Од 1993. до 1996. исказивано под именом Горњи Јакићи. У 1857., 1869., 1921. и 1931. подаци су садржани у насељу Свети Ловреч Пазенатички, општина Свети Ловреч. У 1880., 1890. и 1948. исказано под именом Јакић, а у 1900. и 1910. под именом Јакић-Радовчић. Од 1880. до 1910. означавано као део насеља.